# 武田尾車站
武田尾站（日语：／ Takedao eki */?）是一個位於日本兵庫縣寶塚市玉瀨字出灰，屬於西日本旅客鐵道（JR西日本）福知山線的鐵路車站。車站編號為JR-G59。
本站包含於西日本旅客鐵道（JR西日本）都市網路中JR寶塚線（福知山線）之區間，只有普通列車會停靠。

## 歷史
- 1899年（明治32年）1月25日 - 阪鶴鐵道的有馬口站（現在的生瀨站）到三田站區間路線延伸後正式開業。自此開始載客、載貨。
- 1907年（明治40年）8月1日 - 阪鶴鐵道國有化。本站成為日本國有鐵道車站。
- 1909年（明治42年）10月12日 - 制定路線名稱。本站成為阪鶴線所屬車站。
- 1912年（明治45年）3月1日 - 改組路線名稱。阪鶴線的福知山站以南改稱為福知山線，隨而此站成為福知山線。
- 1971年（昭和46年）4月1日 - 停止載貨。
- 1986年 (昭和61年) 11月1日 - 日本國有鐵道福知山線由生瀨站到武田尾站的新設區間正式開通。
- 1987年（昭和62年）4月1日 - 因日本政府行政改革，實行國鐵分割民營化政策，而成為西日本旅客鐵道（JR西日本）的一站。
- 1988年（昭和63年）3月13日 - 因應路線名稱制定，此站成為「JR寶塚線」的一部分。
- 2003年（平成15年）11月1日 - 增設可利用IC卡片「ICOCA」的機器。
- 2011年（平成23年）3月8日 - 引入都市網絡運行管理系統（日语：JR宝塚・JR東西・学研都市線システム）。同時加入發車音樂系統。
- 2018年（平成30年）3月17日 - 編設車站編號，並開始使用。

## 概要
本站建於武庫川正上方之橋梁和部分山嶽隧道。而之前因為日本政府計畫於武庫川建設水壩，所以河川至車站月台有著相當高的一段距離。車站的北側是馳渡山山麓。
從車站向西步行約十分鐘即可到達武田尾溫泉鄉。

## 車站構造
2面2線對向式月台的高架車站。

### 月台配置
| 月台 | 路線     | 方向 | 目的地                 |
| ---- | -------- | ---- | ---------------------- |
| 1    | JR寶塚線 | 下行 | 三田、篠山口方向       |
| 2    | JR寶塚線 | 上行 | 寶塚、大阪、北新地方向 |

## 使用情況
以下為「兵庫縣統計書」所統計近年的一日平均乘車人數。
| 年度   | 1日平均 乗車人員 |
| ------ | ---------------- |
| 1995年 | 489              |
| 1996年 | 481              |
| 1997年 | 591              |
| 1998年 | 723              |
| 1999年 | 721              |
| 2000年 | 730              |
| 2001年 | 720              |
| 2002年 | 660              |
| 2003年 | 646              |
| 2004年 | 609              |
| 2005年 | 563              |
| 2006年 | 549              |
| 2007年 | 574              |
| 2008年 | 564              |
| 2009年 | 589              |
| 2010年 | 572              |
| 2011年 | 573              |
| 2012年 | 572              |
| 2013年 | 580              |
| 2014年 | 577              |
| 2015年 | 573              |
| 2016年 | 567              |
| 2017年 | 695              |
| 2018年 | 630              |

## 車站附近
- 武田尾溫泉
- 櫻の園

由寶塚市管理和整備的里山公園(靠著友善農法，保障農村經濟收益，同時兼顧生活、生產和生態的永續平衡，實現人與自然的和諧共生的公園)。位於長尾山麓，為從事櫻花保護育成研究的笹部新太郎之演習林地，有種植著多種自生種、固有種的櫻花，如日本山櫻、江戶彼岸櫻、霞櫻等。
- 兵庫縣道327號切畑道場線
- 新名神高速道路寶塚北服務區
- 武田尾赤橋
- 武田尾足湯[2]

## 相鄰車站
西日本旅客鐵道
 JR寶塚線（福知山線）
■丹波路快速、■快速
通過
■普通
西宮名鹽（JR-G58）－武田尾（JR-G59）－道場（JR-G60）

## 外部連結
- 武田尾｜車站資訊：JR出門網 - 西日本旅客鐵道